# ريتشارد جيمس آرثر بيري
ريتشارد جيمس آرثر بيري (بالإنجليزية: Richard James Arthur Berry)‏ هو جراح أسترالي، ولد في 30 مايو 1867 في Up Holland ‏ في المملكة المتحدة، وتوفي في 1962 في كليفتون في المملكة المتحدة.